# Bitwa pod Bernem
Bitwa pod Bernem – potoczne określenie ćwierćfinałowego meczu Mistrzostw Świata w Piłce Nożnej 1954 pomiędzy reprezentacjami Węgier i Brazylii, który odbył się 27 czerwca 1954 roku.
Mecz ten stał się sławny z powodu bardzo ostrej, wręcz brutalnej gry obu reprezentacji – węgierskiej złotej jedenastki oraz Brazylii, finalisty mistrzostw świata z 1950 roku. Obie reprezentacje były faworytami do zdobycia tytułu mistrza świata, ale mecz odbył się w nieprzyjemnej atmosferze. Angielski sędzia Arthur Ellis usunął z boiska aż trzech piłkarzy. Określenia „bitwa pod Bernem” użyli brytyjscy dziennikarze. Więcej czerwonych kartek było tylko podczas 1/8 finału Mistrzostw Świata w 2006 roku w meczu Portugalia – Holandia (w trakcie tego meczu ówczesny sędzia Walentin Iwanow pokazał aż 4 czerwone kartki).

## Mecz
W reprezentacji Węgier z powodu kontuzji nie grał napastnik Ferenc Puskás. Mimo to Węgrzy szybko zdobyli dwie bramki (Hidegkuti w trzeciej, a Kocsis w siódmej minucie). Brazylijczycy atakowali, ale ich akcje przerywane były przez uporczywe faule. Jednak w osiemnastej minucie Índio wywalczył rzut karny, który wykorzystał Djalma Santos. Od tamtego momentu mecz stał się jeszcze brutalniejszy.
W drugiej połowie Lantos strzelił gola, wykorzystując w 64 minucie rzut karny i zmienił wynik na 3:1. Minutę później było już 3:2, do czego przyczynił się Brazylijczyk Julinho. Po tym wydarzeniu gra stała się bardzo ostra. Bozsik faulowany przez Níltona Santosa w odwecie uderzył go, w konsekwencji czego obaj zostali usunięci z boiska. W późniejszej części meczu Didí trafił w poprzeczkę, a Djalma Santos rzekomo nie chciał grać dalej i ze złością gonił Czibora po boisku. Pod koniec meczu Czibor dośrodkował do Kocsisa, a ten strzelił czwartą bramkę dla Węgrów. Przed końcem meczu usunięty z boiska został jeszcze Humberto za kopnięcie Lóránta.
Po meczu nadal panowała bardzo nerwowa atmosfera. Puskás rzucił w Pinheiro butelką, raniąc go. Poirytowani Brazylijczycy zaatakowali szatnię Węgrów. Wywiązała się bójka na pięści, użyto w niej również butów i butelek. W końcu jeden z Węgrów stracił przytomność, a ich szkoleniowiec Gusztáv Sebes przerwał bójkę, przy czym wcześniej sam dostał w twarz butelką, a rana jaką odniósł wymagała założenia czterech szwów.

## Szczegóły meczu
| 27 czerwca 1954 17:00 UTC | Węgry · Hidegkuti 4' · Kocsis 7', 88' · Lantos 60' (k.) | 4:22:1raport | Brazylia · 18' (k.) Santos · 65' Julinho | Wankdorfstadion, Berno Widzów: 60 000 Sędzia: Arthur Ellis |
|                           |                                                         |              |                                          |                                                            |

| Węgry | Brazylia |

| BR            | 1  | Gyula Grosics    |
| OB            | 2  | Jenő Buzánszky   |
| OB            | 3  | Gyula Lóránt     |
| OB            | 4  | Mihály Lantos    |
| PO            | 5  | József Bozsik    |
| PO            | 6  | József Zakariás  |
| NA            | 7  | József Tóth      |
| NA            | 8  | Sándor Kocsis    |
| NA            | 9  | Nándor Hidegkuti |
| NA            | 11 | Zoltán Czibor    |
| NA            | 20 | Mihály Tóth      |
| Trener:       |    |                  |
| Gusztáv Sebes |    |                  |

| BR           | 1  | Carlos Castilho |
| OB           | 2  | Djalma Santos   |
| OB           | 3  | Nílton Santos   |
| OB           | 4  | Brandãozinho    |
| PO           | 5  | Pinheiro        |
| PO           | 6  | Bauer           |
| NA           | 7  | Julinho         |
| PO           | 8  | Didi            |
| NA           | 9  | Baltazar        |
| NA           | 17 | Maurinho        |
| NA           | 18 | Humberto Tozzi  |
| Trener:      |    |                 |
| Zezé Moreira |    |                 |